# Latrodectus

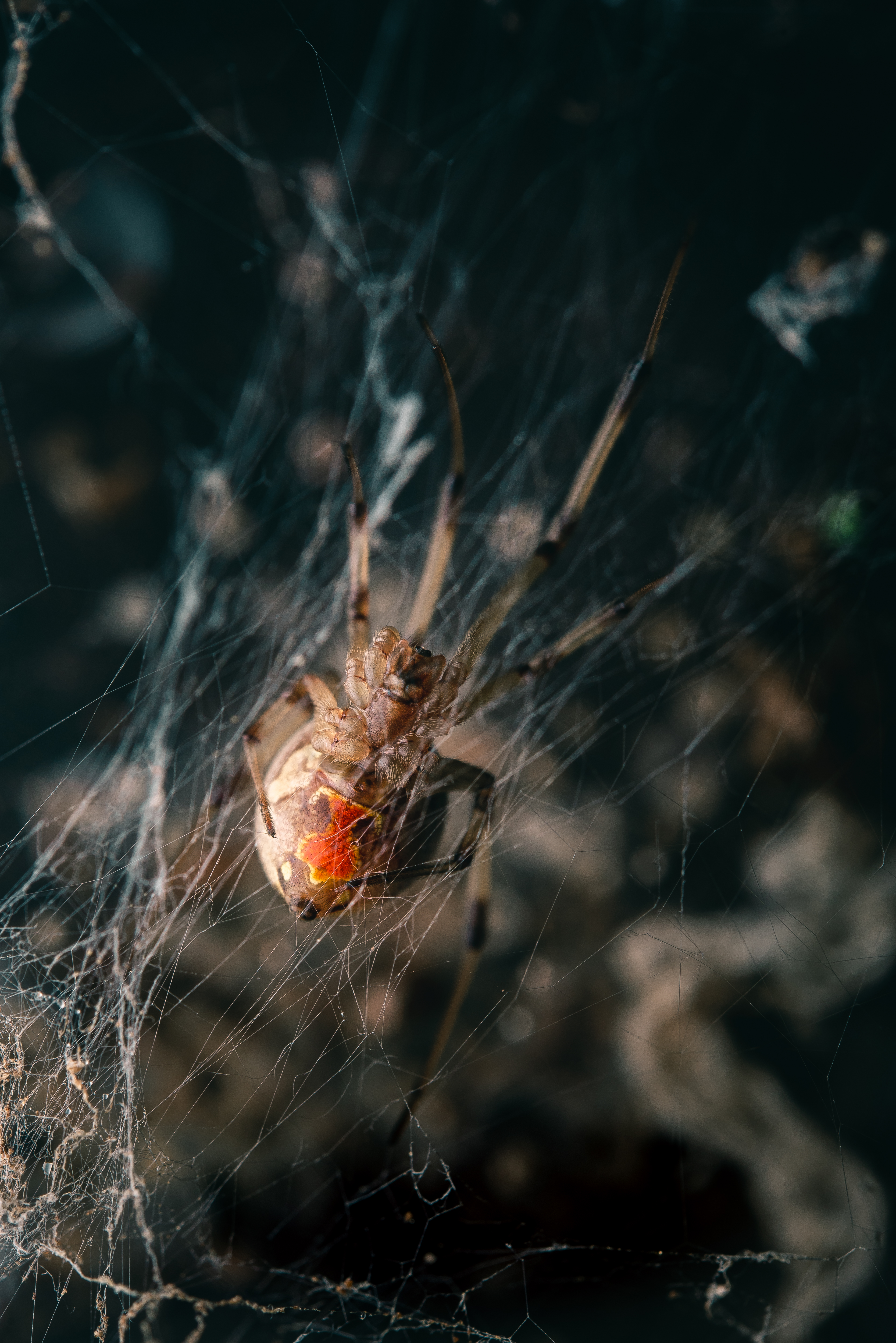
Latrodectus Geometricus.

Latrodectus, conhecido pelo nome comum de aranhas-pretas ou viúvas-negras, é um género de aranhas pertencente à família Theridiidae, que inclui 32 espécies confirmadas. O nome comum viúva negra deriva da maioria das espécies deste género praticar o canibalismo sexual, sendo que a fêmea devora o macho após a cópula.

## Latrodectismo

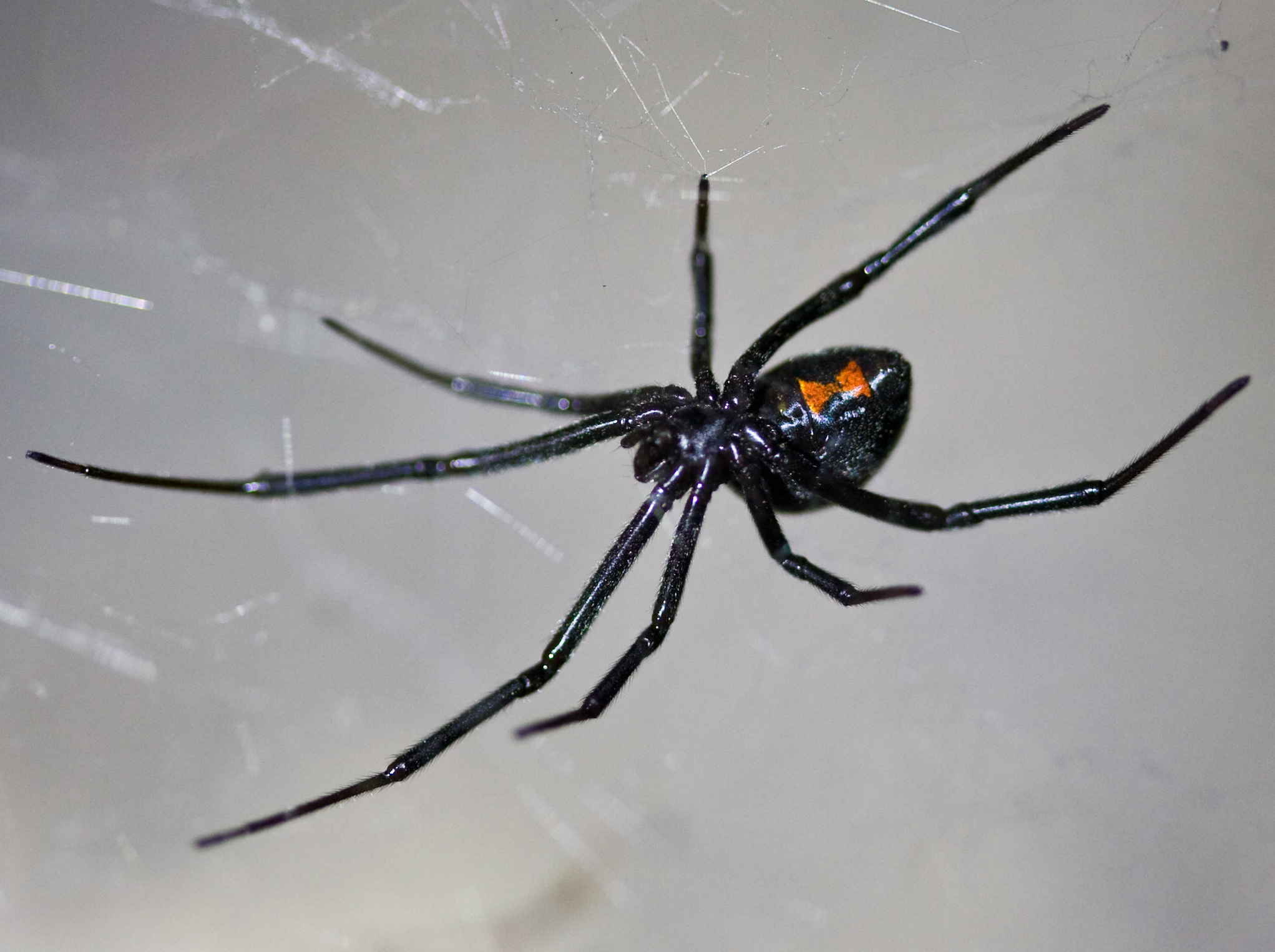
Uma viúva negra americana.

Cerca de 75% das picadas em adultos injetam pouco veneno e causam apenas dor e desconforto local.
Quando há envenenamento significativo de lactrotoxina 15 a 30 minutos depois da picada aparece dor irradiante, calafrios e muito suor no local. Uma hora depois começam tremores, contraturas, rigidez e câimbras dolorosas, como um tetanismo. Pode haver também febre, salivação, sede, náuseas, vômitos, hipertensão e excitação psicomotora. Possíveis complicações incluem taquicardia, hipertensão, arritmia cardíaca, choque cardiogênico, anúria e priapismo.
O tratamento é feito com neostigmina, um parassimpaticomimético, para bloquear os efeitos adrenérgicos do veneno e gluconato de cálcio para reduzir a dor e os espasmos musculares. Um analgésico, relaxante muscular e/ou ansiolítico também podem ser usados para aliviar os outros sintomas. Os sintomas podem demorar de 2 a 6 dias para melhorar completamente.
Vale ressaltar que são animais extremamente calmos, não agressivos, e os acidentes acusados são em situações de defesa, as Latrodectus possuem o hábito de tanatose e apenas atacam em últimos casos. Geralmente os acidentes ocorrem quando estão dentro de roupas ou toalhas e são comprimidas contra o corpo. 

## Comportamento e hábitos
As aranhas do gênero Latrodectus possuem uma expectativa de vida de 2 anos e meio a 3 anos. 
Costumam sempre estar conectadas a uma teia, mesmo que enquanto caminhando elas sempre estão soltando um fio de teia para garantir que não caiam ou sejam arrastadas pelo vento. 
Preferem sempre ficar de cabeça pra baixo em suas teias, sendo sempre encontradas nessa posição, com a ampulheta para cima. 
Podem se alimentar de animais maiores que elas mesmas, sua teia é bastante resistente, sendo mais forte que a maioria das teias de aranhas comuns. 
Outro comportamento interessante que não é exclusivo do gênero Latrodectus é o ato de quando recém nascidas, soltar um fio de teia no ar, como seus corpos ainda são pequenos e leves esse fio consegue ser arrastado pelo vento, levando assim o pequeno animal para longe. Assim as aranhas conseguem se espalhar. 

## Espécies
- L. antheratus
- L. apicalis
- L. atritus
- L. bishopi
- L. cinctus
- L. corallinus
- L. curacaviensis
- L. dahli
- L. diaguita
- L. elegans
- L. erythromelas
- L. geometricus
- L. hasseltii
- L. hesperus
- L. hystrix
- L. indistinctus
- L. karrooensis
- L. katipo
- L. lilianae
- L. mactans
- L. menavodi
- L. mirabilis
- L. obscurior
- L. pallidus
- L. quartus
- L. renivulvatus
- L. revivensis
- L. rhodesiensis
- L. tredecimguttatus
- L. variegatus
- L. variolus